# Надија Дејви
Надија Дејви (енгл. Nadia Davy; 24. децембар 1980) је бивша јамајканска атлетичарка, специјалиста за трчање на 400 метара и као чланица јамајчанске штафете 4 х 400 метара.

## Биографија
Надија Дејви 1997. са родитељима, два брата и две сестре преселила са Јамајке у САД. Студирала је Државни универзитет у Луизијани, где се активније бавила атлетиком.
Највеће успехе у атлетици остварила је у 2004. години. Прво је освојила превство Јамајке на 400 м, да и била позвана у репрезентацију за Олимпијске игре у Атини те године, где се такмичила у две дисциплине.
У трци на 400 метара испала је у квалификацијама, али је зато у штафети 4 х 400 м освојила бронзану медаљу (3:22,00) иза штафета САД (3:19,01) и Русије (3:20,16). Штафета Јамајке је трчала у саставу:Новлин Вилијамс, Мишел Бергер, Надија Дејви и Сенди Ричардс.

## Значајнији резултати
| Год.  | Такмичење       | Место | Дисциплина | Пласман | Резултат | Детаљи |
| ----- | --------------- | ----- | ---------- | ------- | -------- | ------ |
| 2004. | Олимпијске игре | Атина | 400 м      | 25      | 52,04    |        |
| 2004. | Олимпијске игре | Атина | 4 х 400 м  |         | 3:22,00  |        |

## Лични рекорди
На отвореном
400 метара — 50,66 — Сакраменто, 14/06/2003
У дворани
400 метара — 42,00 — Фајетвил, 13/03/2004